# Eugene Bernard Shelley Logier
Eugene Bernard Shelley Logier est un herpétologiste canadien, né le 27 février 1893 à Clontarf et mort le 16 mars 1979 à Toronto.

## Biographie
Sa famille émigre au Canada en 1906 où il s’initie à la zoologie auprès de Charles William Nash (1848-1926). Passionné dès l’enfance par la nature, doué dans le domaine des arts, il devient illustrateur au Musée royal de l'Ontario en 1915. Il y fait sa carrière et devient, en 1947, conservateur des collections herpétologiques qui atteignent le nombre de 10 000 spécimens grâce à de nombreuses expéditions à travers le pays. En 1948, il commence à enseigner l’herpétologie à l’université de Toronto. Il est l’auteur de plus de cinquante publications, qu’il illustre lui-même.

## Liste partielle des publications
- 1930: avec Lester Lynne Snyder (1894-1968), A faunal investigation of King Township, Contributions of the Royal Ontario Museum of Zoology , 3 : 167-208.
- 1939 : The reptiles of Ontario.
- 1947 : From egg to tadpole to frog.
- 1952 : Frogs, Toads and Salamanders of Eastern Canada.
- 1955 : avec G.C. Toner Check-list of the Amphibians and Reptiles of Canada and Alaska.
- 1963 : The Snakes of Ontario – réédité en 1967.